# Ahegao
Ahegao (japanska: ア ヘ 顔) är en genre eller uttryck inom pornografi, med japanskt ursprung. Det syftar på ett överdrivet ansiktsuttryck hos en rollfigur/skådespelare (normalt en kvinna) under utövande av sex. Stilen används ofta inom erotisk manga eller anime (hentai) och liknande datorspel (eroge); på senare år har den både spridits till spelad pornografi och till den internationella kulturen utanför porrvärlden. 

## Etymologi
Det japanska ordet är bildat av de två orddelarna ahe (katakana: ア ヘ) och kao (kanji: 顔). Den första delen är en förkortning av aheahe (アヘアヘ) med betydelsen 'flämtning' eller 'gny', medan den andra delen betyder 'ansikte'. En ungefärlig översättning skulle kunna bli 'konstigt ansikte'.
En snarlik term är ikigao (イキガオ), med betydelsen 'ansikte som kommer'. Skillnaden mellan de två termerna är att ikigao tecknas mer realistiskt.

## Beskrivning och användning
Ansiktsuttrycket syftar på att personen tappat sin muskelkontroll, i samband med sin upphetsning. Typiskt innehåller minen rullande eller skelande ögon, utstickande tunga och en lätt rodnad, som ett tecken på njutning eller extas. Även dreglande, snorkråkor och tårar kan inkluderas i det här uttrycket.
Tre inslag ses som nödvändiga för ett effektivt ahegao-uttryck:
- munnen ska vara öppen och tungan sticka ut eller hänga ner
- minst en kroppsvätska – tårar, saliv, svett eller snor – måste vara synlig
- ögonen måste skela eller rullas tillbaka, så pupillerna helt eller delvis döljs[a]

## Historik
Ahegao är på engelska även känt som O-Face ('O-ansikte'). Det daterar sig inom manga och anime till åtminstone tidigt 1990-tal, enligt vissa sedan 1960-talet. Pornografiska tidningar använde ordet för att beskriva ansiktsuttryck hos kvinnliga porrskådespelare vid orgasm. Strax efter millennieskiftet hade uttrycket ahegao även kommit till användning i ämnesdiskussioner och videor publicerade på Internet. Därefter fortsatte spridningen inom otaku-kulturen, och 2008 producerades den första dōjinshi – A-H-E – helt ägnad åt ahegao.

Belle Delphine (brittisk skådespelare med mera, född 1999) med ahegao-miner.

Under 2010-talet har användningen av det här minspelet även kommit till användning inom filmad pornografi, parallellt med att den japanska manga- och anime-världen hämtat inspiration och uttrycksmedel från pornografisk film. Det fick i slutet av decenniet stor spridning på sociala medier, även internationellt och som ett mem. Bland annat spreds det via den brittiska skådespelerskan, cosplaymodellen och videobloggaren Belle Delphine. Porraktriser och webbkameramodeller som Shaiden Rogue (Tyskland) och Katya Letova (Ryssland) har gjort ahegao till del av sitt varumärke.
Uttrycket har även kommit till användning långt bortom pornografiska sammanhang, med en syftning på en allmän njutning av något. Det kan, genom sin överdrivna karaktär, även användas som del av en parodi. Överdriften kan både ses som humoristisk och som en positiv förstärkning av någons – oftast men inte alltid en kvinnas – njutning. Ibland ses den också som ett sätt att leka med sexuella uttryck och känslor, med kläderna på och inte nödvändigtvis utan muskelkontroll.

## Galleri

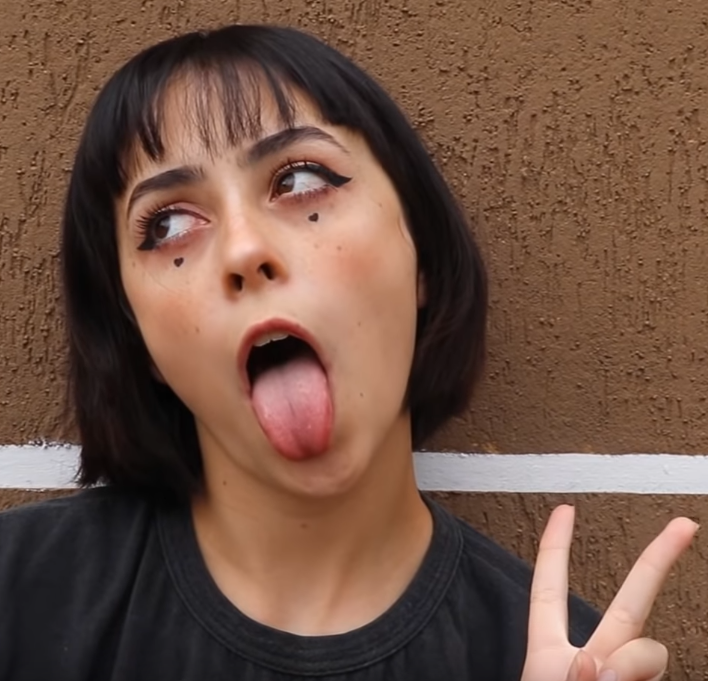
Ung kvinna med ahegao-min.
Förslag till emoji med ahegao-utseende.